# Maury Wills
Maurice Morning Wills (Washington D. C., 2 de octubre de 1932-Sedona, Arizona, 19 de septiembre de 2022), más conocido como Maury Wills, fue un jugador profesional estadounidense de béisbol que se desempeñó en la posición de campocorto en las Grandes Ligas de Béisbol (MLB). Logró obtener dos Guantes de Oro.

## Carrera
Wills jugó como profesional ocho temporadas en Los Angeles Dodgers (1959-1966), después pasó a Pittsburgh Pirates (1967-1968), luego a Montreal Expos (1969), posteriormente regresó a Los Angeles Dodgers, donde jugó cuatro temporadas (1969-1972), y fue el equipo en el que se retiró.

## Premios
Fue galardonado con el Guante de Oro en dos oportunidades (1961 y 1962).